# Vis
|  | Per a altres significats, vegeu «caragol (enginyeria)». |

Vis, illa de l'adriàtic que va rebre diferents denominacions al llarg de la història Grec antic: Ἴσσα; Llatí: Issa, Italià: Lissa). És un municipi illenc de Dalmàcia, a Croàcia. Té 90 km² i 2.000 habitants. Pertanyia a Il·líria abans de passar a mans de Venècia. Era famosa pels seus marbres. A l'edat mitjana va pertànyer a Venècia, que l'ocupà fins al 1797. Després va córrer la mateixa sort que la resta de Dalmàcia.

## Història

### Antiguitat
L'illa era a la costa de Libúrnia, la més allunyada de la costa. El 387 aC Dionisi el vell de Siracusa, per assegurar el domini de la mar Adriàtica, va ajudar a la gent de Paros a fundar una colònia a l'illa. Agron, rei d'Il·líria, la va atacar i va assetjar la ciutat, i els seus habitants van demanar ajut a Roma. Els romans van enviar una ambaixada el 232 aC però durant el temps que va passar Agron va morir i la reina Teuta va agafar les regnes del poder com a regent del fill menor d'Agron (que no era fill de Teuta). Quan l'ambaixada va arribar davant Teuta aquesta va rebutjar d'aixecar el setge i va fer matar algun dels ambaixadors, el que fou causa de la primera guerra d'Il·líria (229 aC) que va portar al final del setge de Lissa i la seva entrada a l'aliança romana com a ciutat lliure. Durant bastant de temps Issa va seguir emetent monedes, que porten àmfores per un cantó perquè l'illa era famosa pels seus vins. Els mariners de Issa van ajudar els romans contra Filip V de Macedònia i en premi foren exceptuats de tribut i van rebre la ciutadania romana (vers el 200 aC). Encara en temps de Juli Cèsar la ciutat principal de l'illa, Issa, era una ciutat prospera.
Al segle I aC, l'illa era dominada pels liburnians. La seva importància a la regió va acabar amb la primera guerra il·liromana (229-219 aC). Després d'haver-se posat de costat de Pompeu durant el període de lluites civils a Roma, es va convertir en un "oppidum civium Romanorum" el 47 aC. Al segle VI o VII va ser ocupada per eslaus i al 950 apareix en poder de Neretva.

### Edat Mitjana
Durant l'Edat Mitjana aquesta illa va ser dominada pels romans d'Orient i disputada després pels lombards, l'Imperi carolingi, la República de Venècia, la República de Ragusa i l'Imperi Otomà. Durant la guerra entre Nàpols i Venècia, l'any 1483 les tropes de Ferran de Nàpols van destruir la ciutat de Velo Selo, que estava al centre de l'illa. La massacre va donar lloc a una cançó popular en què les tropes de Ferran de Nàpols reben el nom de turcs catalans
Kukuriku, Velo Selo
Do tri dana neveselo,
Doć' će Turci Katalani
Ostat ćemo svi poklani.
(Quiquiriquic, Velo Selo / Fins a tres dies de desgràcia, / vindran els turcs catalans / i ens mataran a tots)

### Edat Contemporània
Fou escenari de la batalla de Vis (1811) lliurada el 13 de març entre vaixells britànics i una armada de vaixells francesos i venecians de les Províncies Il·líriques en el context de les guerres napoleòniques. El 20 de juliol de 1866 es va produir la batalla de Vis entre italians i austrohongaresos en què els primers, que tenien superioritat numèrica, foren derrotats. A la Segona Guerra Mundial fou la base secreta de Tito, que vivia en una cova a l'illa. A principis de juliol de 1944, el novel·lista Evelyn Waugh va volar amb Randolph Churchill des de Bari, Itàlia, a Vis com a part de la missió militar britànica a Iugoslàvia. Allà van conèixer el mariscal Tito. Waugh i Churchill van tornar a Bari abans de tornar a Iugoslàvia per començar la seva missió, però el seu avió va aterrar, els dos homes van resultar ferits i la seva missió es va retardar un mes.Després fou una base militar iugoslava. Amb la independència de Croàcia, l'illa fou oberta al turisme.